# 马卡茹巴
马卡茹巴是巴西巴伊亚州的一个市镇。总面积707.098平方公里，总人口11463人，人口密度16.2人/平方公里。